# 管狀炸彈

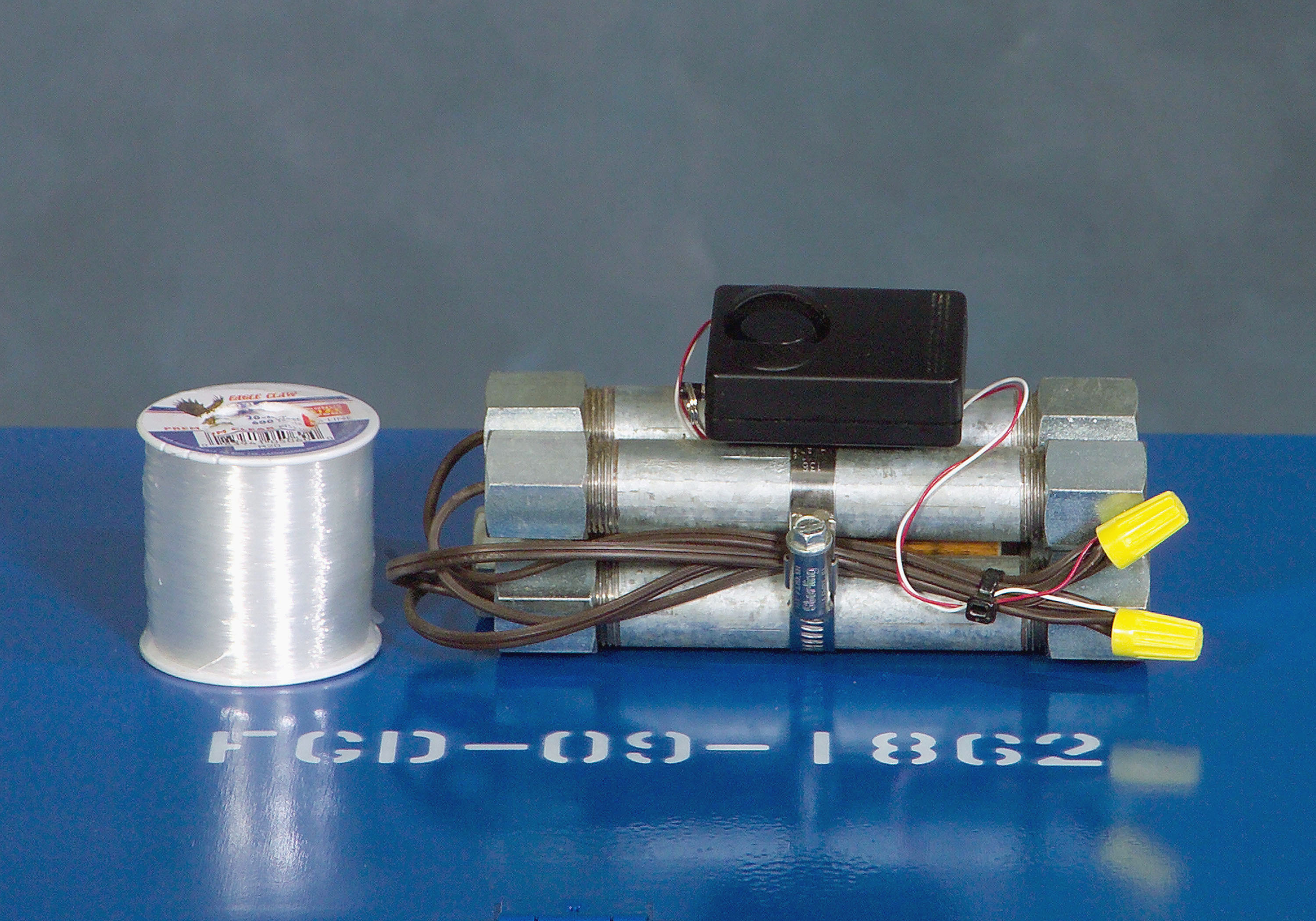
美軍的管狀炸彈仿製品

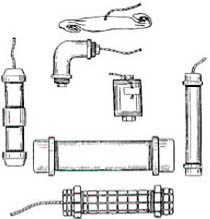
管狀炸彈類型略圖

管狀炸彈，又稱管炸彈是使用圓柱狀管子作爲彈殼的炸彈之一種，使用時連接引線。

## 概要
管狀炸彈是在金屬或塑料製的管道內填入黑火藥和起爆裝置，通常不用如黑索金等烈性炸藥，因為它們不需要管狀來增加壓力即可起爆，反而常填入容易取得，且需要加壓容器的黑火藥。並密封管道製成，在密封狀態下點火使得管內壓增高進而引起爆炸，隨後填充炸藥的管道將會破裂。破裂的管道破片會高速飛散並殺傷周圍的人群，恐怖份子爲取得更高的殺傷力，因此在管內填充釘子及鋼珠等，爆炸時可產生更多碎片。由於金屬水管常用於水道工事，因將其兩端螺絲切下以後能夠容易地密封管道，所以成為常見的土製炸彈類型。
管狀炸彈不是僅用於傷人毀物的惡意用途，爆破工程的炸藥也常造成圓管狀，但一般使用具有防水能力的紙管製作，可應用於如土木工程中開通隧道及採礦的爆破用途。

## 別稱
在日本學生運動的最盛期製造的鐵管炸彈，因其特有的造型而被人俗稱爲「黃瓜」。